# Dröppshulte göl
Dröppshulte göl är en sjö i Västerviks kommun i Småland och ingår i Storån-Botorpsströmmens kustområde. Sjön har en area på 0,105 kvadratkilometer och ligger 31 meter över havet. Sjön avvattnas av vattendraget Verkebäcksån. Vid provfiske har bland annat abborre, braxen, gers och gädda fångats i sjön.

## Delavrinningsområde
Dröppshulte göl ingår i det delavrinningsområde (640667-153443) som SMHI kallar för Inloppet i Vångaren. Medelhöjden är 55 meter över havet och ytan är 17,22 kvadratkilometer. Det finns inga avrinningsområden uppströms utan avrinningsområdet är högsta punkten. Avrinningsområdets utflöde Verkebäcksån mynnar i havet. Avrinningsområdet består mestadels av skog (67 procent) och jordbruk (19 procent). Avrinningsområdet har 0,23 kvadratkilometer vattenytor vilket ger det en sjöprocent på 1,3 procent.

## Fisk
Vid provfiske har följande fisk fångats i sjön:
- Abborre
- Braxen
- Gärs
- Gädda
- Mört
- Sarv